# Ewa Kupiec

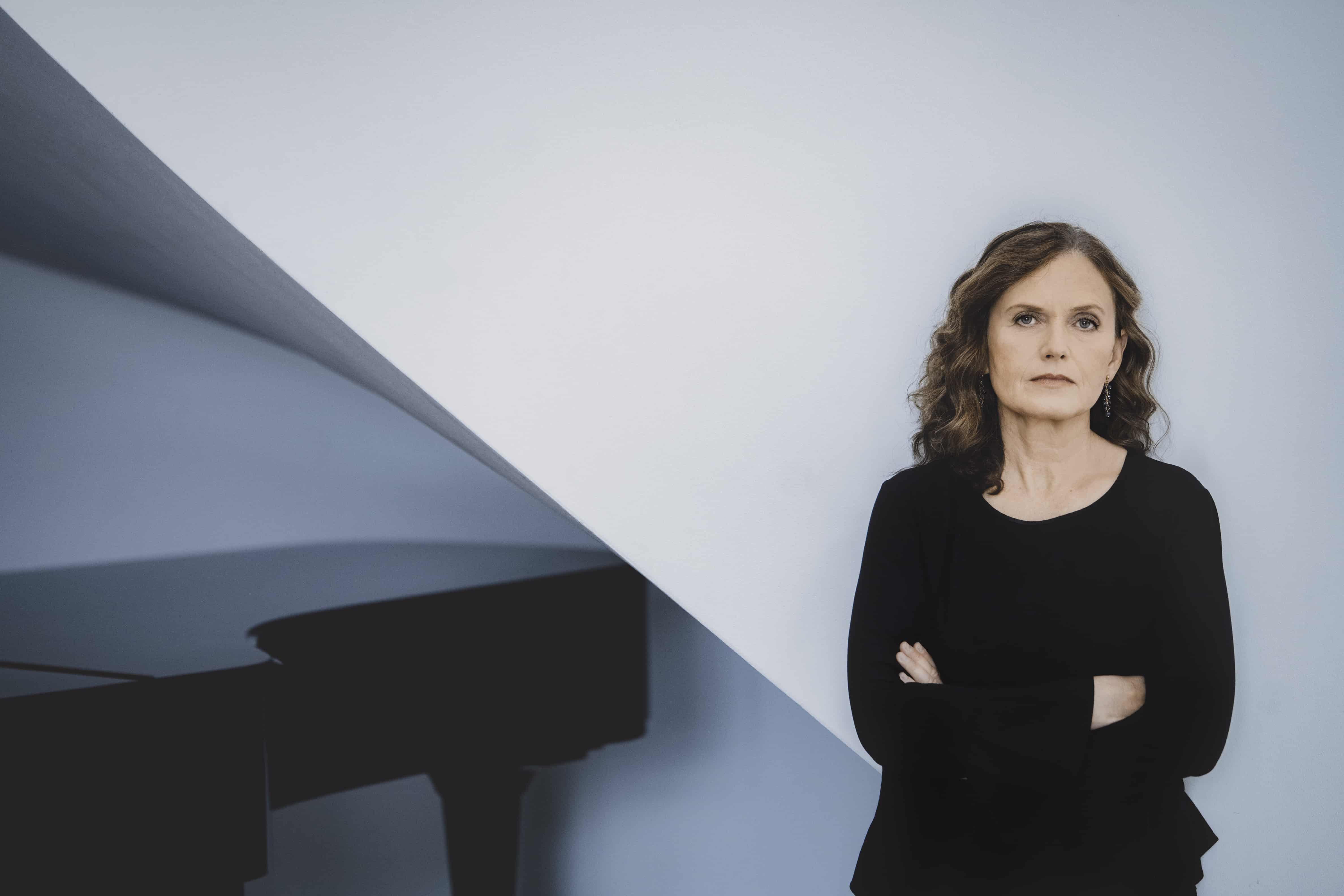
Ewa Kupiec im Juli 2020, Fotografin Irène Zandel

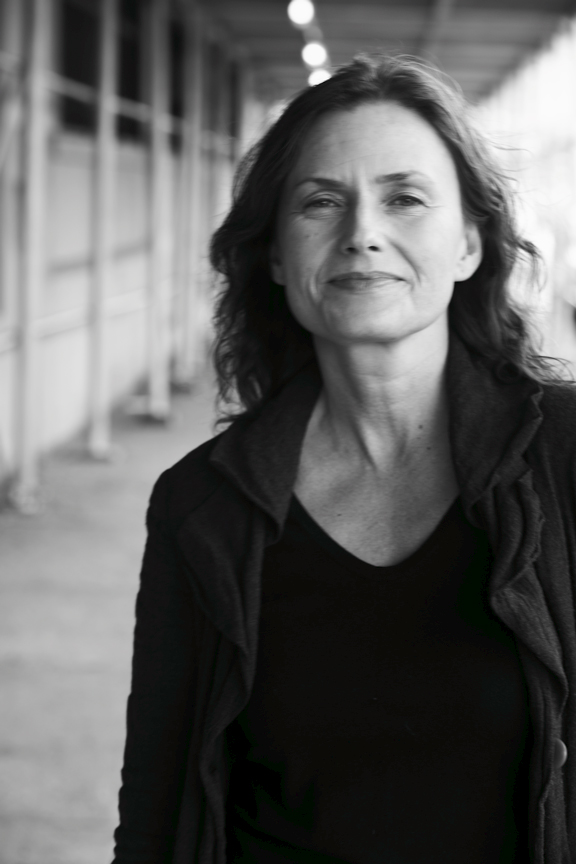
Ewa Kupiec im Oktober 2010

Ewa Kupiec (* 2. November 1964 in Duszniki-Zdrój) ist eine polnische Pianistin und Professorin.

## Biografie
Ewa Kupiec studierte in Kattowitz, an der Fryderyk-Chopin-Universität für Musik Warschau sowie der Londoner Royal Academy of Music und gewann gemeinsam mit Andrzej Bauer 1992 den ARD-Musikwettbewerb in der Kategorie Duo Klavier/Cello. Zahlreiche Engagements führten Ewa Kupiec seitdem nicht nur zu den wichtigsten Festivals Europas, sondern auch zum Gewandhausorchester Leipzig, zum Gürzenich-Orchester und zu den Münchner Philharmonikern. Zudem spielte sie mit dem City of Birmingham Symphony Orchestra, dem Royal Stockholm Philharmonic, der Milwaukee Symphony, dem Royal Philharmonic Orchestra und dem Warsaw Philharmonic Orchestra. In der Saison 2005/06 gab sie ihr Solo-Debüt beim Royal Liverpool Philharmonic Orchestra sowie bei der International Piano Series in Londons South Bank Centre.
Ein besonderes Augenmerk von Ewa Kupiec gilt der zeitgenössischen Musik. So gab sie 2001 beispielsweise mit dem Rundfunk-Sinfonieorchester Berlin die europäische Erstaufführung von Joan Towers Klavierkonzert unter der Leitung von Marin Alsop in Berlin. 2005 führte sie erstmals das wiederentdeckte 1. Klavierkonzert von Alfred Schnittke mit dem Rundfunk-Sinfonieorchester im Berliner Konzerthaus auf, dem im September 2006 die Einspielung des 2. Klavierkonzerts und des Doppelkonzerts folgten. In ihren Rezital- und Kammermusik-Programmen finden sich oft zeitgenössische Werke, und viele Komponisten haben ihr Werke zugeeignet. Regelmäßige Kammermusikpartner sind z. B. das Petersen-Quartett, Jan Vogler, Jörg Widmann und Isabelle Faust. 
Die enge künstlerische Zusammenarbeit der Pianistin mit dem Dirigenten Stanislaw Skrowaczewski ist seit dem Jahr 2003 auch durch die Aufnahme der beiden Klavierkonzerte Chopins dokumentiert. Ihr Repertoire umfasst neben den Standardwerken unter anderem Kompositionen von Lutosławski, Paderewski, Szymanowski, Clara Schumann, Szpilman, Ravel und Debussy.
Seit 2011 ist Kupiec Professorin an der Hochschule für Musik, Theater und Medien Hannover.

## Diskografie
Ewa Kupiec hat zahlreiche CDs eingespielt, darunter finden sich Werke von Grażyna Bacewicz, Lutosławski, Szymanowski  (Echo-Klassik-Konzerteinspielung des Jahres 1997) und Paderewski. Im Oktober 2004 veröffentlichte Sony Classical eine CD mit Werken für Klavier und Orchester des polnischen Komponisten Wladislaw Szpilman mit dem Rundfunk-Sinfonieorchester Berlin. An aktuellen Aufnahmen liegen Schostakowitschs Klavier-Quintett mit dem Petersen-Quartett, die CD „Conception“ u. a. mit Werken von Randall Meyers sowie „Children’s Corner“ mit Werken von Debussy, Ravel, Villa-Lobos und Meyers vor, die beiden letzteren bei ihrem eigenen Label „Solaris“. Im Februar 2007 erschien ihre Aufnahme von Solowerken Leoš Janáčeks. Im Mai 2005 absolvierte sie eine ausgedehnte Australien-Tournee – ihre dortige Aufnahme von Chopins 1. Klavierkonzert mit dem Melbourne Symphony Orchestra wurde die erste CD des neugegründeten orchestereigenen Labels. 2008 erschien ihre Aufnahme der Schnittke-Klavierkonzerte mit dem Rundfunk-Sinfonieorchester Berlin bei Phoenix Music Media.

## Zitate über Ewa Kupiec
- „Kupiec’ Spiel ist eine in dieser Perfektion seltene Mischung aus Temperament, grenzenloser Technik, Gestaltungsvermögen und vollständiger Durchdringung der musikalischen Faktur bei größtmöglicher Transparenz und nicht minder bewundernswertem Farbenreichtum. Ihr Spiel ist brillant und dennoch unaufdringlich, atmosphärisch dicht und völlig frei von virtuoser Kraftmeierei.“ (Frankfurter Allgemeine Zeitung, 29. August 2004)
- „Eine wahre Offenbarung“, schwärmte der Komponist Witold Lutosławski von ihrer Virtuosität und ihrer natürlichen Individualität.